# Myotis hermani
Myotis hermani is een zoogdier uit de familie van de gladneuzen (Vespertilionidae). De wetenschappelijke naam van de soort werd voor het eerst geldig gepubliceerd door Thomas in 1923.

## Voorkomen
De soort komt voor in Indonesië, Maleisië en Thailand.